# Anoplophora fanjingensis
Anoplophora fanjingensis es una especie de escarabajo longicornio del género Anoplophora, subfamilia Lamiinae. Fue descrita científicamente por S. Yang, W. Yang & Tian en 2020.
Se distribuye por China. Mide 26,4-31,8 milímetros de longitud. El período de vuelo de esta especie ocurre en los meses de junio y julio.

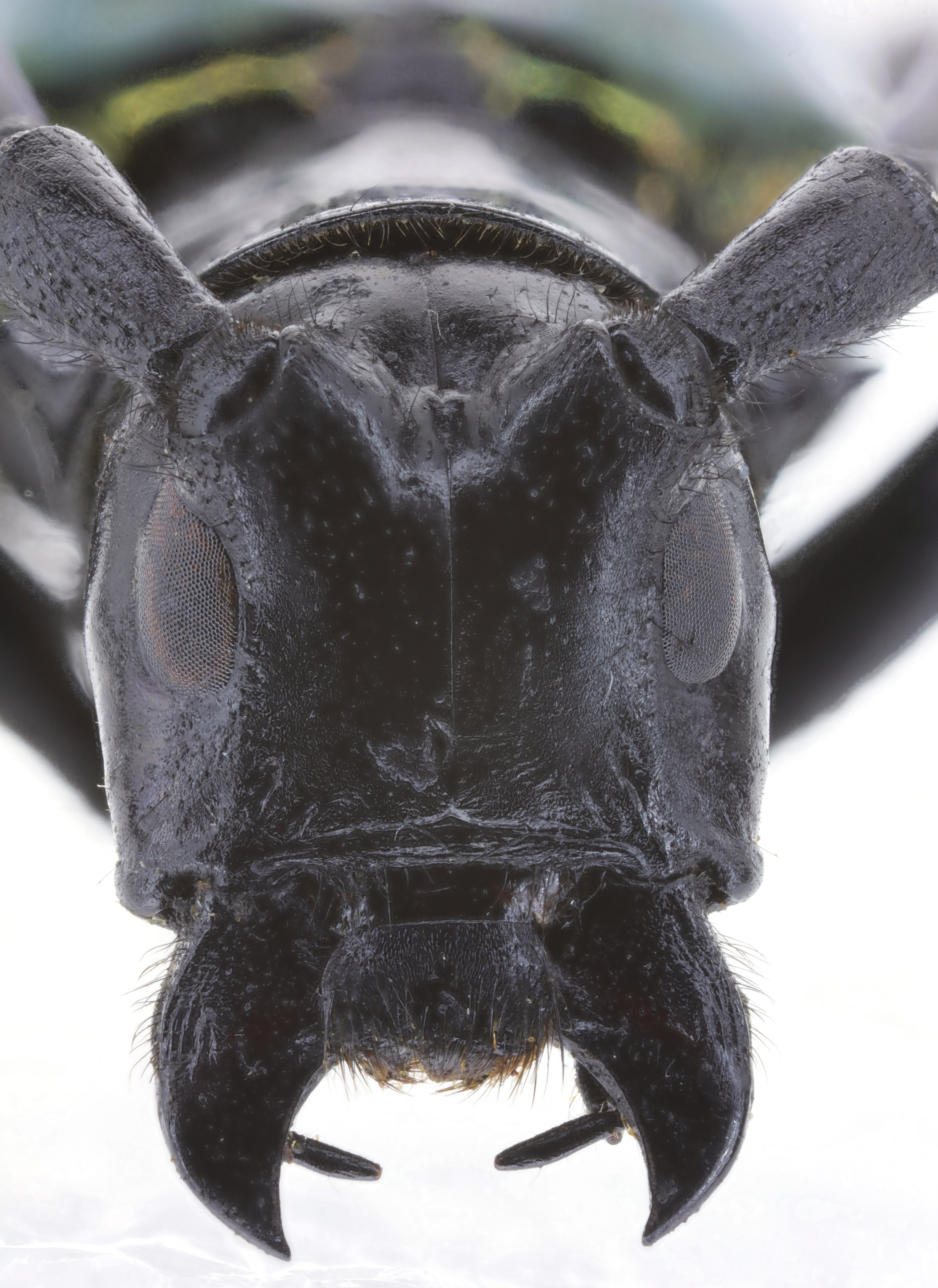
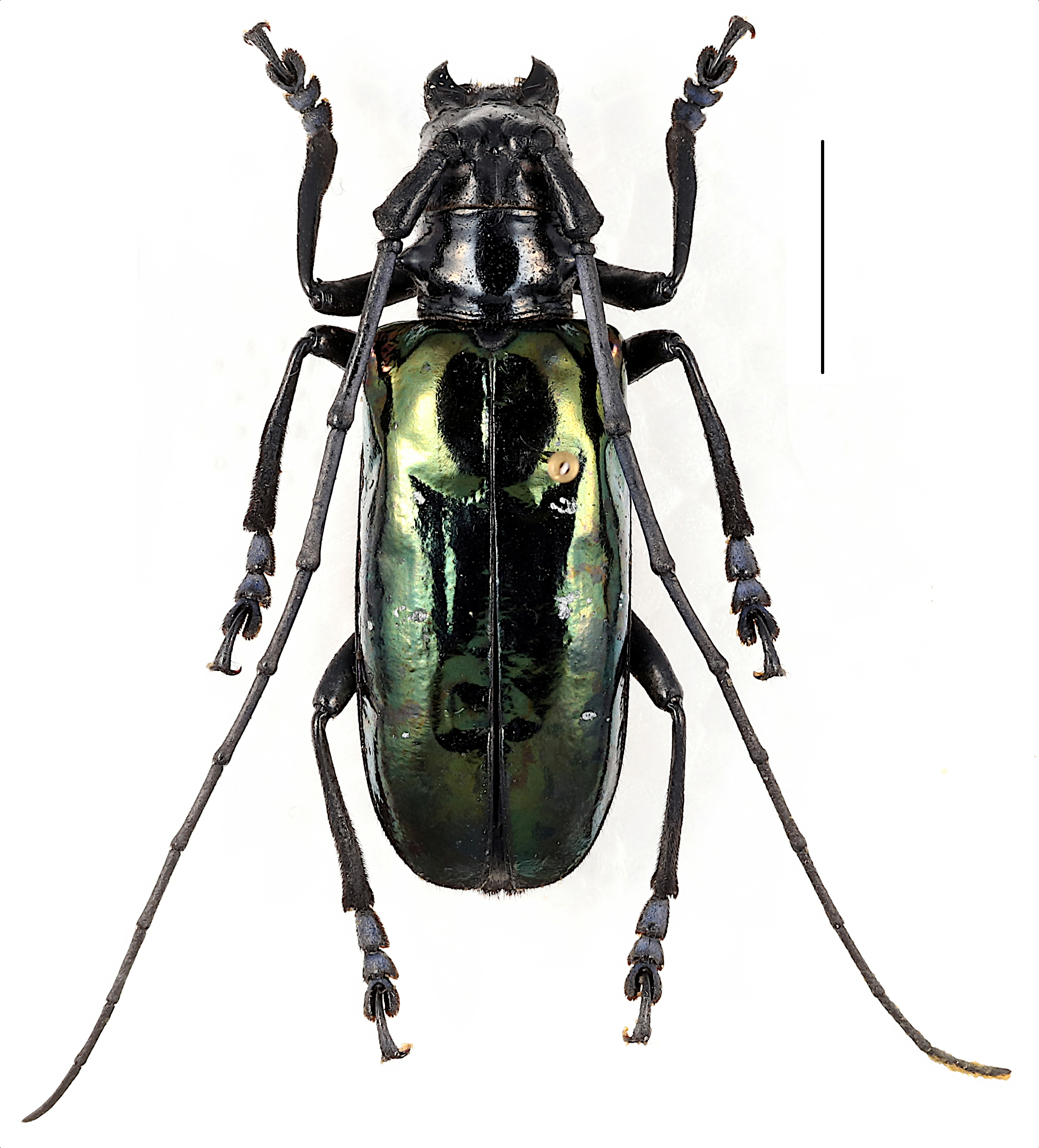
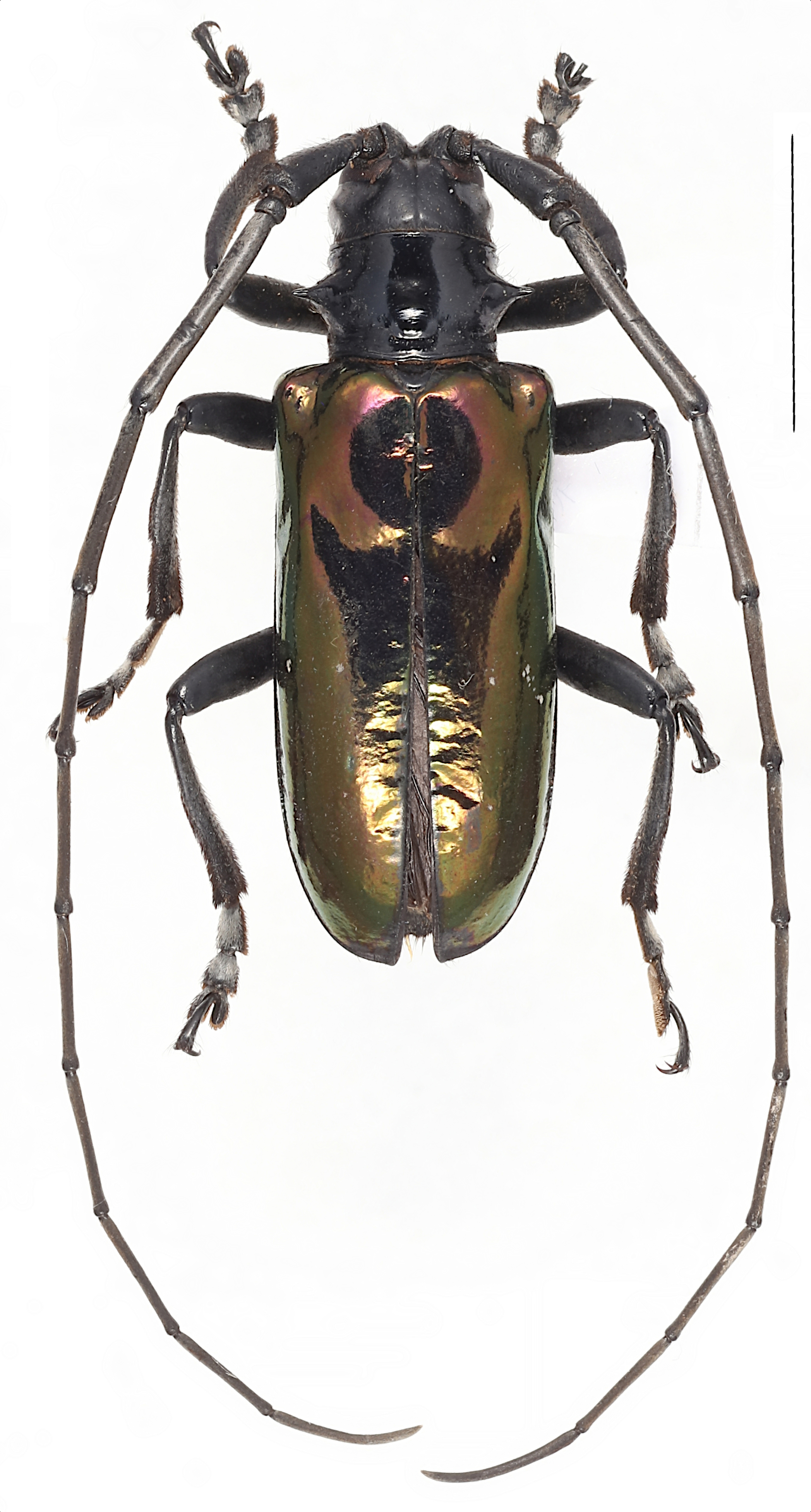
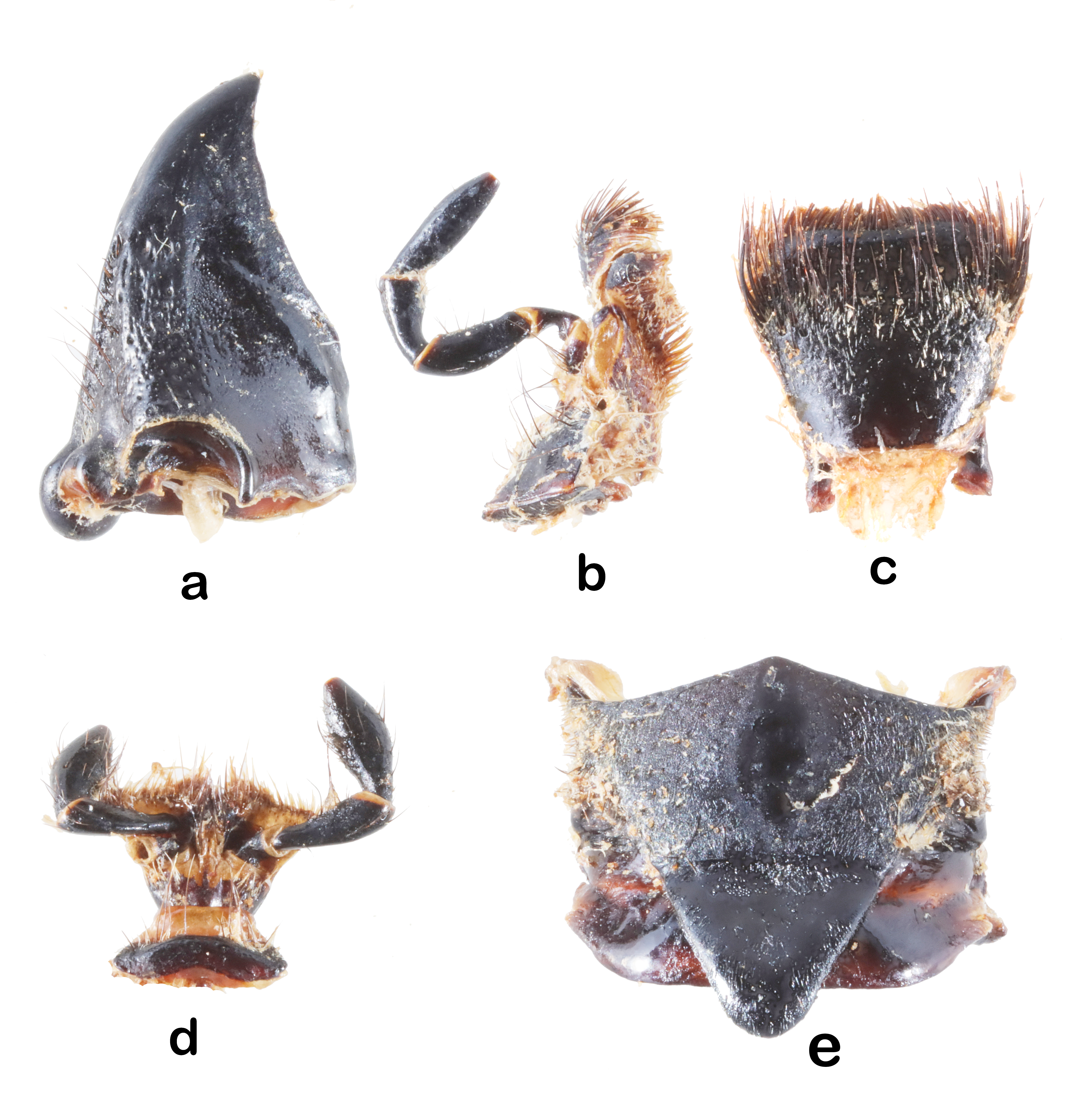